# غريس نول كرويل
غريس نول كرويل (بالإنجليزية: Grace Noll Crowell)‏ (30 أكتوبر 1877 في الولايات المتحدة - 31 مارس 1969)؛ كاتِبة وشاعرة أمريكية.